# Bit.Trip
Bit.Trip, typographié BIT.TRIP, est une série de jeux vidéo développés par Choice Provisions, anciennement Gaijin Games, et publiés par Aksys Games. Le premier jeu est publié en 2009 par Arc System Works pour le WiiWare au Japon, et par Namco Networks America Inc pour l'iPhone, l'iPod Touch et l'iPad.
Chaque jeu évolue autour des aventures d'un personnage nommé Commander Video, et dispose d'« un fin mélange d'esthétique des années 80 et de gameplay moderne », notamment avec remake de Pong, du jeu de plates-formes et du shoot 'em up. Chaque jeu dispose d'une bande son inspiré du chiptune, mais à chaque nouveau jeu un gameplay différent, même si toujours basé sur le rythme. Beat, Core et Void disposent de trois niveaux distincts, chacun d'eux finissant avec un boss de fin unique. La plupart des boss sont basés sur des jeux vidéo du début de l'ère d'Atari, tout comme les niveaux bonus.

## Jeux
| Titre                                                     | Date              | Plateforme(s)                                | Notes                                                               |
| --------------------------------------------------------- | ----------------- | -------------------------------------------- | ------------------------------------------------------------------- |
| Bit.Trip Beat                                             | 16 mai 2009       | WiiWare, PC/Mac, iPhone/iPad                 |                                                                     |
| Bit.Trip Core                                             | 6 juillet 2009    | WiiWare, PC/Mac                              |                                                                     |
| Bit.Trip Void                                             | 27 octobre 2009   | WiiWare, PC/Mac                              |                                                                     |
| Bit.Trip Runner                                           | 14 mai 2010       | WiiWare, PC/Mac, Linux                       |                                                                     |
| Bit.Trip Fate                                             | 25 octobre 2010   | WiiWare, PC/Mac                              |                                                                     |
| Bit.Trip Flux                                             | 25 février 2011   | WiiWare, PC/Mac                              |                                                                     |
| Bit.Trip Saga                                             | 13 septembre 2011 | Nintendo 3DS                                 | Compilation des six jeux Bit.Trip originels                         |
| Bit.Trip Complete                                         | 13 septembre 2011 | Nintendo Wii                                 | Compilation des six jeux Bit.Trip originels avec bonus et bande-son |
| Bit.Trip Presents Runner 2: Future Legend of Rhythm Alien | 26 février 2013   | PlayStation Network, Xbox Live Arcade, Wii U | Suite HD de Runner.                                                 |
| Runner3 (en)                                              | 22 mai 2018       | PC, Nintendo Switch, PlayStation 4           | Suite de Runner et Runner 2.                                        |

## Accueil
Dans une liste des meilleurs jeux de la plate-forme WiiWare établie le 19 juillet 2011, IGN classe les jeux de la série Bit.Trip en deuxième position.